# Home Farm Football Club
El Home Farm Football Club es un club de fútbol de Irlanda, con sede en Dublín. Fue fundado en 1928 y compite en la Liga de Leinster, una de las categorías del fútbol regional irlandés.

## Historia
Fue fundado en el año 1928 en la localidad de Whitehall cuando Leo Fitzmaurice, hermano del piloto de aviación James Fitzmaurice organizó un partido de fútbol callejero en Drumcondra, en el norte de Dublín en una liga compuesta por 5 equipos: Drumcondra Road, Ormonde Road, Hollybank Road, Richmond Road y Home Farm Road. Se unió a la Liga irlandesa de fútbol en 1972/73 luego de fusionarse con el Drumcondra FC, momento en que se llamaron Home Farm Drumcondra hasta el año 1995, al cambiar el nombre por el de Homa Farm Everton por la relación que desarrollaron con el equipo inglés Everton FC, hasta que en 1998 la alianza se cayó y pasaron a llamarse Home Farm Fingal. En el 2001 se cambiaron el nombre por el de Dublin City FC mientras que el equipo juvenil y de nivel inferior conserva el nombre actual.
El equipo es muy conocido por su programa de formación de jugadores, el cual ha producido docenas de jugadores que militan en equipos de República de Irlanda y Reino Unido y que han representado a Irlanda a nivel internacional.
Nunca ha sido campeón de Liga, pero sí ha ganado el torneo de Copa en 1 ocasión, 3 copas intermedias en 5 finales jugadas, 1 copa de Leinster, 1 promoción a la Premier League y 1 título de Primera División.
A nivel internacional ha participado en 1 torneo continental, en la Recopa de Europa de Fútbol de 1975/76, en la que fue eliminado en la Primera Ronda por el RC Lens de Francia.

## Palmarés

### Torneos nacionales
- Copa de Irlanda (1): 1974-75
- Escudo de la Primera División de Irlanda (1): 1997-98
- Copa Intermedia (3): 1962-63, 1966-67, 1967-68

### Torneos locales
- Liga de Leinster (2): 1960-61, 1963-64
- Copa de Leinster (1): 1963-64

## Participación en competiciones de la UEFA
- Recopa de Europa de Fútbol: 1 aparición

1976 - Primera Ronda

### Récord europeo
| Temporada | Torneo           | Ronda | Club    | Casa | Visita | Global |
| --------- | ---------------- | ----- | ------- | ---- | ------ | ------ |
| 1975/76   | Recopa de Europa | 1     | RC Lens | 1-1  | 0-6    | 1-7    |